# (100602) 1997 RD9
(100602) 1997 RD9 es un asteroide perteneciente al cinturón de asteroides, descubierto el 10 de septiembre de 1997 por Wolf Bickel desde el Observatorio de Bergish Gladbach, Bergisch Gladbach, Alemania.

## Designación y nombre
Designado provisionalmente como 1997 RD9.

## Características orbitales
1997 RD9 está situado a una distancia media del Sol de 3,181 ua, pudiendo alejarse hasta 3,878 ua y acercarse hasta 2,484 ua. Su excentricidad es 0,219 y la inclinación orbital 3,354 grados. Emplea 2072,52 días en completar una órbita alrededor del Sol.

## Características físicas
La magnitud absoluta de 1997 RD9 es 15,6. Tiene 4 km de diámetro y su albedo se estima en 0,089.